# Hans Beringer
Hans Beringer (auch Hans Böringer) (getauft 1545 in Dinkelsbühl; †  Anfang 1590 in Freiburg im Breisgau) war ein deutscher Steinmetz und Werkmeister.

## Leben
Hans Beringer war ein Sohn des Dinkelsbühler Steinmetzen Wolf Beringer der Ältere († 1563). Sein frühestes nachweisbares Werk ist die Rose über dem Westportal der Kapellenkirche in Rottweil von 1575. 1575 wurde er Werkmeister am Freiburger Münster. Für dieses fertigte er die Maßwerk-Galerie des zweiten Turmgeschosses, 1578 die Außenfassade der Heiliggrab-Kapelle und ab 1579 den Lettner. An diesem brachte er sein Bild und sein Meisterzeichen an.
1583 bewarb er sich erfolglos um die Werkmeisterstelle am Straßburger Münster.